# تونيو كروجر
تونيو كروجر (بالألمانية: Tonio Kröger) رواية قصيرة من تأليف الكاتب الألماني توماس مان، كتبها في عام 1901 عندما كان يبلغ من العمر 25 سنة، ونُشرت في عام 1903 مع مجموعته «تريستان» (Tristan). الرواية تتبع حياة شخص من صباه حتى مرحلة بلوغه، وهو ابن تاجر ألماني وفنان إيطالي، ورث تونيو صفات من كلا الجانبين من عائلته، في طفولته كان يحمل مشاعر متضاربة نحو المجتمع البرجوازي حوله، استمرت هذه الأفكار والمشاعر حتى مرحلة بلوغه عندما أصبح كاتباً مشهوراً.
أقصوصة تونيو كروجر تشكل زوج إلى جانب روايته القصيرة الأخرى «الموت في فينيسا» (Der Tod in Venedig)، فكلاً من الأقصوصتين تشيرا إلى حياة فنان وتعبرا عن آراء توماس مان عن الفن، ففي تونيو كروجر يسافر الفنان من جنوب ألمانيا إلى مسقط رأسه في الشمال وفي الأخرى الفنان يسافر من الشمال إلى الجنوب، أحد تلك الرحلات تنتهي بمصالحة هشة وأخرى تنتهي بالموت.

## نبذة عن الرواية
تحكي رواية تونيو كروجر قصة شاب يُدعى تونيو، ابن لأب ألماني من الطبقة البرجوازية وذي شخصية صارمة ومنظمة، وأم ذات أصول جنوبية تميل إلى الفن والعاطفة. هذا الأصل المزدوج يُحدث انقسامًا داخليًا في شخصية البطل بين عالمين متناقضين:
من جهة، القيم البرجوازية المرتبطة بالنظام والعمل والاستقرار الاجتماعي، ومن جهة أخرى، الانفتاح الفني والعاطفي الذي يجذبه نحو الإبداع والشعر.
ينشأ هذا الصراع ليُصبح جوهر تجربة تونيو النفسية، حيث يشعر بالغربة الدائمة: فهو لا ينتمي كليًا إلى عالم البرجوازية، ولا يجد في عالم الفن صفاءً أو سكينة، مما يتركه معلقًا بين الحنين والانفصال. يعاني تونيو من التوتر بين الرغبة في أن يكون "مثل الآخرين" وبين وعيه الفني المختلف، ويُدرك تدريجيًا أن قدر الفنان هو العزلة، وأن الحنين إلى الحياة العادية لا يُمكن تحقيقه إلا من خلال الفن ذاته، لا بالانغماس فيها فعليًا.
الرواية تُقدّم تأملًا عميقًا في ثنائية الفن والحياة، وتستعرض عبر مراحل نمو البطل تحولاته النفسية والاجتماعية، لتصل به إلى قناعة مفادها أن الإبداع ينبع من الألم والانقسام، لا من الاندماج والتصالح.

## الشخصيات

### الشخصيات الرئيسية

#### 1 تونيو كروجر (Tonio Kröger)
- البطل الرئيسي، والراوي أحيانًا.
- ابن لأب برجوازي ألماني وأم ذات أصول جنوبية (غالبًا إيطالية أو إسبانية).
- يمثّل الفنان الحساس، الممزق بين عالم الفن وعالم الحياة العادية.
- يعاني من الاغتراب الداخلي: لا يشعر بالانتماء إلى البرجوازية ولا إلى الفنانين النخبويين بالكامل.
- يمر برحلة نفسية وفكرية تنتهي بإدراكه لحقيقة وضعه كـ"غريب" و"مراقب" للحياة أكثر من مشارك فيها.

#### 2. هانز هانسن (Hans Hansen)
- زميل تونيو في المدرسة.
- رياضي، وسيم، محبوب، يجسّد النموذج البرجوازي البسيط والمتوازن.
- يُعجب به تونيو، ليس فقط إعجابًا عاطفيًا وإنما أيضًا حسدًا لقدرته على الانسجام مع العالم.
- يرمز إلى "الحياة الطبيعية" التي يتوق إليها تونيو لكنه لا يستطيع امتلاكها.

#### 3. إنغهبورغ (Ingeborg)
- فتاة شقراء جميلة، زميلة لتونيو في الطفولة.
- يُعجب بها تونيو لكنه يبقى خجولًا ومنطويًا في التعبير عن مشاعره.
- تمثل الأنوثة البسيطة والمألوفة التي تثير في البطل الرغبة والحنين لكنها تبقى بعيدة عن واقعه الداخلي المعقد

### الشخصيات الثانوية

#### 4. الوالد
- رجل برجوازي صارم ومنظم، يمثل قيم الواجب والانضباط.
- موته المبكر يترك أثرًا في تكوين تونيو ويزيد من هشاشته النفسية.

#### 5. الوالدة
- امرأة ذات طابع جنوبي، مرهفة الإحساس، محبة للفن والموسيقى.
- يربطها تونيو بالمزاج الشعري والعاطفي الذي يشكل جانبه "الفني".
- تمثل الجذر العاطفي والفني في شخصيته، مقابل عقلانية الأب.

#### 6. ليزافيتا إيفانوچنا (Lisaveta Ivanovna)
- سيدة روسية تعرف عليها تونيو في مرحلة لاحقة من الرواية.
- تمثل صديقة روحية أو مستمعة، يشاركها أفكاره ومعاناته.
- رمز للحوار الثقافي، والانفتاح على الآخر، والتفهم.

## المغزى الرمزي
تحمل رواية تونيو كروجر طابعًا رمزيًا بارزًا، حيث تُجسّد الشخصيات والمواقف أفكارًا مجردة تتعلّق بالصراع بين الفن والحياة. يمثل البطل، تونيو، نموذج الفنان الحساس الذي يشعر بالعزلة عن المجتمع، إذ يمتلك نظرة عميقة للحياة لكنه غير قادر على الانخراط في بساطتها اليومية. زميله في المدرسة، هانز هانسن، يرمز إلى البرجوازية التقليدية، حيث البساطة والنجاح الاجتماعي يقابلان غياب العمق أو الحس الإبداعي. أما إنغهبورغ، فتمثل صورة الأنوثة العادية والحياتية التي تثير الإعجاب، لكنها تبقى بعيدة عن العالم الداخلي للفنان. وتُعد زيارة تونيو لمدينة طفولته في نهاية الرواية رمزًا لرحلة داخلية نحو مصالحة صعبة مع الذات، إذ يدرك أنه قدره أن يظل معزولًا كفنان، رغم حنينه العميق إلى الحياة البسيطة التي يمثلها الآخرون.

## الصدى النقدي
تُعد رواية تونيو كروجر من أبرز أعمال البدايات الأدبية لتوماس مان، إذ تمثل تمهيدًا مبكرًا للثيمات الكبرى التي سيتناولها لاحقًا في مسيرته، مثل الصراع بين المرض والصحة، والفن والحياة، والتحليل النفسي للذات. وقد نالت الرواية استحسان النقاد لما تحمله من نبرة حنين صادقة وعمق نفسي واضح، حيث عكست ببراعة التمزق الداخلي الذي يعيشه الفنان في مواجهة مجتمع لا يشاركه حساسيته. وبفضل بعدها الرمزي وتحليلها الدقيق لشخصية الفنان المغترب، أصبحت الرواية تُدرَّس في العديد من الجامعات بوصفها نصًا مفتاحيًا لفهم أزمة المثقف الأوروبي في مطلع القرن العشرين، قبيل اندلاع الحرب العالمية الأولى.

## وصلات خارجية
- تونيو كروجر على موقع الموسوعة البريطانية (الإنجليزية)

| - تونيو كروجر، على مكتبة جامعة هارفارد. - تونيو كروجر، على كتب جوجل. - تونيو كروجر، على مشروع جوتنبرج. - تونيو كروجر، على أرشيف الإنترنت. | - تونيو كروجر، على الفهرس العالمي. - تونيو كروجر، على موقع امازون. - تونيو كروجر، على جود ريدز. - تونيو كروجر ن على مكتبة جامعة ميشيغان. |  |